# 豊浦町 (新潟県)
豊浦町（とようらまち）は、新潟県の北東に位置した町である。新発田市への通勤率は23.1%・新潟市（旧西蒲原郡黒埼町を除く）への通勤率は10.2%（いずれも平成12年国勢調査）。2003年7月7日、新発田市と合併した。

## 地理
新潟県の北東部に位置する農村地帯である。羽越本線と国道460号が町を縦断している。 北西から東にかけて、新発田市に深く包まれるような形で隣接しており、新発田市街にも近い。東は豊栄市の福島潟と接する。

### 隣接していた自治体
- 新発田市、豊栄市、笹神村

## 歴史
- 1955年（昭和30年）
  - 3月31日 - 中浦村と本田村が合併し、福島村になる。
  - 7月1日 -  名称を豊浦村に変更。
- 1956年（昭和31年）1月1日 - 新発田市と境界の一部を変更[1]。
- 1958年（昭和33年）8月1日 - 北蒲原郡笹神村の一部を編入[2]。
- 1959年（昭和34年）4月6日 - 新発田市、北蒲原郡豊栄町、佐々木村と境界の一部を変更[3]。
- 1973年（昭和48年）11月1日 - 町制施行し豊浦町となる。
- 2003年（平成15年）7月7日 - 新発田市と合併し消滅。

## 経済

### 産業
- 主な産業
酪農　豊浦牛は牛肉の銘柄牛として知られる。

## 姉妹都市・提携都市
- 豊浦町（北海道）
- 豊浦町（山口県下関市）

## 交通

### 鉄道
- 中心となる駅：羽越本線中浦駅、月岡駅

### 道路
一般国道
町内を走る一般国道：国道460号

## 名所・旧跡・観光スポット・祭事・催事
- 月岡温泉　硫化水素の含有量が高く、「美人になれる温泉」、「新潟の奥座敷」として知られる。
- 月岡カリオンパーク
- 月岡動物園
- 豪農・市島邸